# 퀸투스 아우렐리우스 심마쿠스

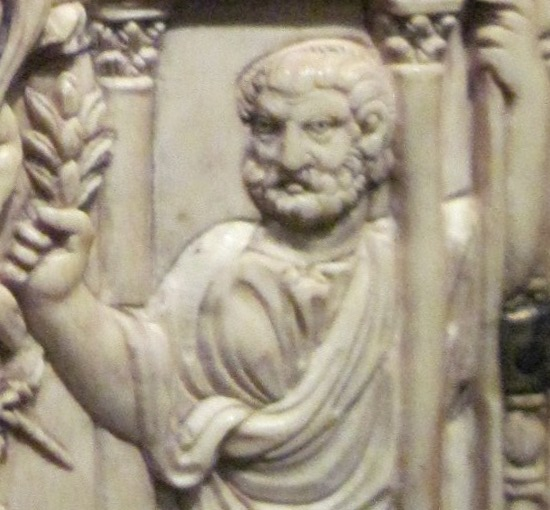

퀸투스 아우렐리우스 심마쿠스(Quintus Aurelius Symmachus), 간단히 심마쿠스는 로마의 귀족이다. 심마쿠스의 아버지는 갈리아 출신의 고위관료였다. 심마쿠스는 회계감사관으로 공직을 시작한 뒤, 원로원 의원이 되어 원로원에 들어갔고, 그 다음은 법무관으로 선출되었다. 이탈리아 반도 내의 주지사를 거쳐 집정관으로 진출하였다. 그리고 수도관장으로 선출되었으며, 그는 제사장에 취임한 적도 있었다. 그라티아누스 황제가 원로원에 있는 승리의 여신상을 해체하려고 하자 이에 반대를 하였으나 당시 실세였던 밀라노 주교인 암브로시우스가 찬성을 하여 결국 승리의 여신상은 해체되었다. 그 후부터는 그의 기록이 끊겼다. 지금도 그의 비석이 캄피톨리오 언덕에 남아있다.